# Игра без правил (фильм, 2010)
«Игра без правил» (англ. Fair Game; другое название «Честная игра») — художественный фильм Дага Лаймана, основанный на реальных событиях. Главные роли в фильме исполняют Наоми Уоттс и Шон Пенн. Как сообщается, фильм был снят на цифровые кинокамеры RED ONE. Выход фильма был запланирован на 2010 год и состоялся 20 мая 2010 года. В России премьера прошла 2 июня 2011 года. Фильм получил награду «Свобода выражения» (англ. Freedom of Expression) Национального совета кинокритиков США.

## Сюжет
Лента рассказывает о скандале вокруг агента ЦРУ Валери Плэйм Уилсон. Карьера дамы оказалась скомпрометированной после того, как её муж, бывший посол США в Габоне Джозеф Уилсон, написал несколько авторских колонок, обличающих администрацию Буша в манипуляции разведданными об оружии массового поражения. Теми самыми, что послужили предлогом для военного вторжения в Ирак. Чтобы обезвредить дерзкого политика, неизвестные публикуют в газете Sunday Times информацию, где жена Уилсона объявляется агентом ЦРУ. Теперь над её жизнью нависла смертельная угроза. Нити провокации ведут к верхушке Белого дома. Плэйм Уилсон была вынуждена оставить ЦРУ в 2005 году, после чего чета подала гражданский иск на вице-президента США Дика Чейни, политического советника Буша Карла Роува и главы аппарата вице-президента Льюиса Либби, раскрывших журналистам факт службы Валери Плэйм в Разведывательном управлении.

## В ролях
| Актёр            | Роль                |
| ---------------- | ------------------- |
| Наоми Уоттс      | Валери Плейм Уилсон |
| Шон Пенн         | Джозеф Уилсон       |
| Соня Дэвисон     | Шанель Суит         |
| Ананд Тивари     | Хафиз               |
| Дэвид Эндрюс     | Скутер Либби        |
| Майкл Келли      | Джек Макалистер     |
| Ти Баррелл       | Фред                |
| Джессика Хехт    | Сью                 |
| Норберт Лео Батц | Стив Норберт        |
| Нассер           | Мистер Тауби        |